# 国際大学スポーツ連盟
国際大学スポーツ連盟（こくさいだいがくスポーツれんめい、Fédération internationale du sport universitaire、略称FISU）は、大学スポーツを統括する国際組織で、本部はベルギーのブリュッセルから2011年にスイスのローザンヌに移転された。現在100カ国・地域が加盟しており、ユニバーシアードや世界大学選手権の運営を行う。

## 歴史
FISUは1949年に設立。1950年代に東西両諸国で別々に開催されていた国際学生競技会を統合させ、ユニバーシアードが誕生した。ユニバーシアードはユニバーシティ（大学）とオリンピアード（オリンピック）をもじった。

## エンブレム
同連盟のエンブレムにはUniversiadeのUにオリンピックシンボルと同じ青・黄・黒・緑・赤色に星をついたもので、1959年のトリノ夏季大会から採用された。
最近では五色の星が並んだ新しいエンブレムが作成されている。